# 家政夫のナギサさん
『家政夫のナギサさん』（かせいふのナギサさん、英語: Housekeeper Nagisa-san）は、四ツ原フリコによる日本の漫画。NTTソルマーレが運営する電子書籍配信サイト『コミックシーモア』内の電子雑誌「オヤジズム」にて2016年7月2日から配信され、同誌の終了に伴い少女漫画レーベル「恋するソワレ」（シーモアコミックス）に移籍して2020年7月7日まで連載された。製薬会社の医薬情報担当者（MR）として働く28歳のキャリアウーマンが突然現れた家政夫とライバルとの関係に振り回されるさまを描くハートフルラブコメディ。
2020年7月から、『私の家政夫ナギサさん』（わたしのかせいふナギサさん）のタイトルでテレビドラマ化。主演は多部未華子。

## あらすじ
大手製薬会社に勤務する相原メイは仕事はできるが家事は大の苦手だった。ある日メイが家に帰ると、妹のユイが雇った家政夫・鴫野ナギサがいて、世話を焼くナギサをメイは気に入らずクレームをつけ追い出そうとするが、完璧な家事にメイは何も言うことができない。ぶつかり合う二人だったが次第に仲良くなっていき、ナギサのおかげで疎遠になっていたユイと母、またわだかまりのあったメイと母の母娘の絆を取り戻す。しかし、ナギサは昔製薬会社に勤務していた時 うつ病になった後輩の女子社員・箸尾さんを救えなかったことを後悔し続けており、家政夫になったことやメイに世話を焼く理由もそこにあった。メイは箸尾さんを探し出しナギサと引き合わせ、箸尾が幸せになっていることを知ったことでナギサは解放される。これを通してナギサはメイを女性として意識し始め、メイに突然プロポーズをする。メイも直感で承諾し、二人は同棲生活を始めるが、メイはナギサを男性として意識したことで気まずい日々が続く。更にはナギサが結婚を取りやめることを提案し、メイは混乱するが、婚約解消は自分が早く死んだり要介護になることでメイに迷惑をかけてしまうのではないかというナギサの不安からだった。メイは介護が必要になったら家政夫を雇おうと提案、同棲生活も再開し仕事から帰ってきたメイをナギサが迎えた。

## 登場人物
相原メイ（あいはら メイ）
大手製薬会社に勤務する医薬情報担当者（MR）。自他ともに認める負けず嫌い。キャリア重視派で結婚や恋愛は二の次。夢は「お母さんになること」だが、家事全般が大の苦手。
鴫野ナギサ（しぎの ナギサ）
家事代行サービス業者に勤務する家政夫。家事すべてをパーフェクトにこなしながら、依頼者の愚痴なども聞く懐の深さを持つ。
相原ユイ（あいはら ユイ）
メイの妹。大学在学中に妊娠し退学したことで母と疎遠になっている。
箸尾さん（はしお さん）
ナギサが製薬会社で働いていた時の後輩。仕事のプレッシャーからうつ病を発症し、自殺未遂の末退職した。その後結婚して一児の母となった。

## 書誌情報
電子書籍
- 四ツ原フリコ 『家政夫のナギサさん』 ソルマーレ編集部〈オヤジズム〉→〈恋するソワレ〉、全11巻
  1. 2016年7月2日配信
  2. 2016年7月2日配信
  3. 2016年8月6日配信
  4. 2016年9月3日配信
  5. 2016年10月1日配信
  6. 2016年11月5日配信
  7. 2017年1月7日配信
  8. 2017年3月4日配信
  9. 2020年3月14日配信
  10. 2020年4月11日配信
  11. 2020年7月7日配信

紙書籍
- 四ツ原フリコ 『家政夫のナギサさん』、ハーパーコリンズ・ ジャパン〈プティルコミックス〉既刊1巻
  - 2020年4月3日発売、ISBN 978-4-596-59151-7

ノベライズ
- 藤咲あゆな（原作：四ツ原フリコ）、ハーパーコリンズ・ ジャパン〈プティルノベルス〉全2巻
  - 『小説 家政夫のナギサさん 上』 2020年4月3日発売、ISBN 978-4-596-59161-6
  - 『小説 家政夫のナギサさん 下』 2020年5月18日発売、ISBN 978-4-596-59162-3

## テレビドラマ
『私の家政夫ナギサさん』（わたしのかせいふナギサさん）のタイトルで、2020年7月7日から、TBSテレビ「火曜ドラマ」で放送。主演は多部未華子。
当初は、2020年4月14日からの放送開始が告知されていたが、新型コロナウイルス感染拡大の影響により、開始・放送延期が発表され、同年6月13日、先述の通り7月7日から9月の開始・放送に変更された。休止期間中には、過去に火曜ドラマで放送された作品の総集編・特別編が代替番組として放送された。
9月8日には、本編のダイジェストと結婚してから1か月後の新婚生活などを描く新作パートで構成された「新婚おじキュン! 特別編」が放送された。
男性視聴者にも受け入れられるよう、『北斗の拳』ネタがちりばめられている。

### キャスト
相原メイ（あいはら メイ）〈28〉
演 - 多部未華子（幼少期：金子莉彩）
天保山製薬横浜支店のMR。成績優秀で北横浜エリアチームのリーダーに抜擢される一方、家事は苦手。
田所優太（たどころ ゆうた）〈32〉
演 - 瀬戸康史
メイのライバル会社であるアーノルド製薬横浜営業所のMR。メイと同じマンションに引っ越してきた。
瀬川遙人（せがわ はると）〈23〉
演 - 眞栄田郷敦
天保山製薬横浜支店の新人MR。
陶山薫（すやま かおる）〈28〉
演 - 高橋メアリージュン
天保山製薬横浜支店の学術担当。メイの親友で婚活に力を入れている。
肥後菊之助（ひご きくのすけ）〈35〉
演 - 宮尾俊太郎
肥後すこやかクリニックの医師。武蔵野医療センターに転勤する。
松平慎也（まつだいら しんや）〈47〉
演 - 平山祐介（第1話 - 第5話・最終話・特別編）
天保山製薬横浜支店の副支店長。福岡支店長として栄転。
馬場穣二（ばば じょうじ）〈43〉
演 - 水澤紳吾（第1話 - 第5話・最終話・特別編・ハルトくん第6話）
天保山製薬横浜支店のMR。口数は少ないが優秀。一年間の育児休暇に入った。
堀江耕介（ほりえ こうすけ）〈32〉
演 - 岡部大（ハナコ）
天保山製薬横浜支店のMR。
天馬あかり（てんま あかり）〈25〉
演 - 若月佑美
天保山製薬横浜支店のMR。2.5次元オタク。
駒木坂春夫（こまきざか はるお）〈55〉
演 - 飯尾和樹（ずん）
医薬品卸売会社「しろくまメディカル」横浜支店の営業課長。深雪の夫。
吉川かりん（よしかわ かりん）〈22〉
演 - 夏子
薬膳居酒屋「万薬の長」の店員。
古藤深雪（ことう みゆき）〈48〉
演 - 富田靖子
天保山製薬の横浜支店長。春夫の妻。
相原美登里（あいはら みどり）〈56〉
演 - 草刈民代
メイの母親。家事は苦手。
福田唯（ふくだ ゆい）〈25〉
演 - 趣里
メイの妹。大学時代にできちゃった結婚をしてからは両親と疎遠だったが和解。旧姓：相原。NTSクリーンハウスの事務をしながら家政婦の資格を取得中。姉であるメイの部屋の汚さ、家事ができない事を心配し、メイの誕生日プレゼントとして自社の家事代行サービスのトライアルを贈り、家政夫であるナギサさんを派遣する。
鴫野ナギサ（しぎの ナギサ）〈50〉
演 - 大森南朋
NTSクリーンハウス所属のスーパー家政夫。元々は業界最大手であるソルマーレ製薬のMRだったが、あることがきっかけで退社する。唯の依頼でメイの部屋の家事代行サービス担当(家政夫)となる。初めは、オジサンだからと部屋の入室や服を触ることを拒まれるも、汚くなっている部屋を綺麗にしたり、食事を作ると同時に、心がとっちらかったメイの相談相手になったりと、徐々に心を通わせ大切な存在になっていく。最終話でメイと婚約

### ゲスト
福田モモ（ふくだ もも）
演 - 橋本澪（第1話・第5話・第8話）
唯の娘。
日比野亜希（ひびの あき）〈25〉
演 - 川津明日香（第2話・ハルトくん第7話）
アーノルド製薬横浜営業所のMR。天馬あかりとは高校時代のクラスメイト。
相原茂（あいはら しげる）〈59→60〉
演 - 光石研（第4話・第5話・最終話）
メイの父親。
福田友哉（ふくだ ともや）
演 - 菅原健（第5話）
唯の夫。
箸尾玲香（はしお れいか）
演 - 松本若菜（第6話・第7話）
ナギサさんのソルマーレ製薬時代の同僚。
鴫野瑞枝（しぎの みずえ）
演 - 岩本多代（第6話・第7話）
ナギサさんの母親。5年前に癌で亡くなった。
阪本洋二（さかもと ようじ）
演 - 高木渉（第7話・最終話）
天明大学心臓内科教授。綱島に建つ新病院の人事を握ると噂される人物で、『北斗の拳』のジャギに似ているとも言われていた。
垣内太一朗（かきうち たいちろう）
演 - 内村遥（第7話）
天保山製薬本社のオンコロジー担当。
鍋島彰（なべしま あきら）
演 - 近藤公園（第7話・第8話）
アンタレス総合病院の医師。
西浦大介（にしざわ だいすけ）
演 - 土屋佑壱（第8話）
東神奈川医科大学附属病院の医師。
畠中慎也（はたなか しんや）
演 - 宇梶剛士（最終話）
新設病院の薬剤部長になるのではないかと噂されている人物で、ラオウと呼ばれる。阪本とは犬猿の仲。
粟野亮平（あわの りょうへい）
演 - 栗原心平（最終話）
NTSクリーンハウス所属の家政夫。田所の家の家政夫として働くことになる。

### 受賞
- 第58回ギャラクシー賞 テレビ部門奨励賞（2020年度）[22]

### スタッフ
- 原作 - 四ツ原フリコ 『家政夫のナギサさん』（恋するソワレ / コミックシーモア配信連載中）
- 脚本 - 徳尾浩司、山下すばる
- 音楽 - 末廣健一郎、MAYUKO
- 主題歌 - あいみょん「裸の心」（unBORDE / Warner Music Japan） [23][8]
- 特別協力 - 横浜市[注釈 5]
- 監修 - ダスキンメリーメイド事業部（家事）、栗原心平[25]（料理）、阪口珠未（薬膳料理）
- 協力 - 金生竜明・水野直道（MR取材）、平塚未来（服部栄養専門学校）・Vita（料理）、博報堂キャリジョ研（取材）
- 時短家事アドバイザー - 本間朝子
- 編成 - 松本友香
- プロデューサー - 岩崎愛奈・加藤章一（TBSスパークル）
- 演出 - 坪井敏雄、山本剛義、坂上卓哉
- 製作 - TBSスパークル、TBS

### ロケ地
- 日本丸メモリアルパーク（神奈川県横浜市西区みなとみらい）：メイと田所が話した場所[26]。
- オーシャンゲートみなとみらい（神奈川県横浜市西区みなとみらい）：メイと薫がお弁当を食べていたテラス[26]。
- 大泉ゴルフセンター（東京都練馬区大泉学園町）：メイと田所が行ったゴルフ練習場[26]。
- 横浜・八景島シーパラダイス（神奈川県横浜市金沢区）：田所と薫がデートした水族館[26]。

### 放送日程

#### 連続ドラマ
| 話数                                                                          | 放送日  | サブタイトル                                                      | 脚本       | 演出     | 視聴率 |
| ----------------------------------------------------------------------------- | ------- | ----------------------------------------------------------------- | ---------- | -------- | ------ |
| 第1話                                                                         | 7月07日 | 28歳独身女子おじさんを雇う! 散らかった部屋も心も綺麗にして!       | 徳尾浩司   | 坪井敏雄 | 14.2%  |
| 第2話                                                                         | 7月14日 | ヒミツのおじさんを隠し通せ! ライバルと急接近…                     | 徳尾浩司   | 坪井敏雄 | 12.8%  |
| 第3話                                                                         | 7月21日 | 母襲来でおじさん卒業… 目指すは家事もデキる女!?                    | 山下すばる | 山本剛義 | 12.7%  |
| 第4話                                                                         | 7月28日 | 今度は父襲来! 秘密の指きり…デートで鉢合わせ!                      | 徳尾浩司   | 山本剛義 | 12.4%  |
| 第5話                                                                         | 8月04日 | 極秘計画で母と妹の仲直り大作戦! 隣の敵の秘密…                     | 山下すばる | 坪井敏雄 | 14.4%  |
| 第6話                                                                         | 8月11日 | おじさんの私生活調査開始! 敵の恋心も急加速!?                      | 徳尾浩司   | 坂上卓哉 | 16.0%  |
| 第7話                                                                         | 8月18日 | おじさんの元カノ!? 過去の秘密…敵から愛の告白!                     | 徳尾浩司   | 坪井敏雄 | 16.6%  |
| 第8話                                                                         | 8月25日 | おじさんと敵と恋の三角関係!? 本当に大切な人は誰                   | 山下すばる | 山本剛義 | 16.7%  |
| 最終話                                                                        | 9月01日 | トライアル結婚生活! 今わたし恋をしている!? とっ散らかった心の結末 | 徳尾浩司   | 坪井敏雄 | 19.6%  |
| 平均視聴率 15.1% （視聴率はビデオリサーチ調べ、関東地区・世帯・リアルタイム） |         |                                                                   |            |          |        |

- 初回・最終回は15分拡大（22:00 - 23:12）。
- 特別編は2時間スペシャル（20:57 - 22:57）。
- 初回視聴率は2019年7月期の『Heaven? ～ご苦楽レストラン～』以来3作ぶりの2桁かつ『火曜ドラマ』枠としての最高記録となった（これまでの初回視聴率の最高記録は2017年7月期の『カンナさーん!』の12.0%）。
- 最終回視聴率は2016年10月期の『逃げるは恥だが役に立つ』（20.8%）に次いで『火曜ドラマ』枠では史上第2位を記録した。
- 『火曜ドラマ』枠では2018年7月期『義母と娘のブルース』以来7作ぶり3作目となる、全話2桁の視聴率を記録した。
- 全話平均視聴率は『火曜ドラマ』枠史上初めて15%を超え、史上最高記録となった（これまでの平均視聴率の最高記録は2016年10月期『逃げるは恥だが役に立つ』の14.5%）。
- 関東ほか一部地域では、2020年12月最終週に年末特別編成として特別編を含む「ディレクターズカット版全話一挙放送SP」を放送[注釈 6]。

#### 特別編
| 放送日                                                       | サブタイトル           | ラテ欄 | 脚本                | 演出     | 視聴率 |
| ------------------------------------------------------------ | ---------------------- | --- | ------------------- | -------- | ------ |
| 9月8日                                                       | 新婚おじキュン! 特別編 | わたナギ大感謝祭! 新作ストーリー×SPダイジェスト! 家事が苦手なアラサー女子とおじさん家政夫の新婚生活…もう不満爆発!? 初めての夫婦ゲンカの行方は! 激カワNG集も大公開 | 徳尾浩司 山下すばる | 坪井敏雄 | 14.9%  |
| （視聴率はビデオリサーチ調べ、関東地区・世帯・リアルタイム） |                        | |                     |          |        |

### スピンオフドラマ
『私の部下のハルトくん』（わたしのぶかのはるとくん）のタイトルで、2020年7月7日から動画配信サービスParaviにて本編終了後に毎週配信されたスピンオフドラマ。
眞栄田郷敦演じる新入社員・瀬川遙人が主人公（眞栄田は配信連続ドラマ初主演）。

#### キャスト（私の部下のハルトくん）
- 瀬川遙人（せがわ はると） - 眞栄田郷敦
- 堀江耕介（ほりえ こうすけ） - 岡部大（ハナコ）
- 天馬あかり（てんま あかり） - 若月佑美
- 吉川かりん（よしかわ かりん） - 夏子
- 桃田咲太郎（ももた さくたろう） - りんごちゃん - 薬膳居酒屋「万薬の長」の料理人[33]。

#### スタッフ（私の部下のハルトくん）
- 脚本 - 山下すばる、渡部亮平
- 演出 - 坂上卓哉、渡部篤志、古林淳太郎

#### 配信リスト
| 話数   | 配信日  | サブタイトル                 | 脚本       | 演出       |
| ------ | ------- | ---------------------------- | ---------- | ---------- |
| 第1話  | 7月07日 | スマホを落としただけなのに!? | 山下すばる | 坂上卓哉   |
| 第2話  | 7月14日 | 瀬川、合コンするってよ       | 山下すばる | 坂上卓哉   |
| 第3話  | 7月21日 | 押さない彼と押させたい彼女   | 山下すばる | 坂上卓哉   |
| 第4話  | 7月28日 | デートを止めるな!            | 渡部亮平   | 渡部篤志   |
| 第5話  | 8月04日 | 君の上腕二頭筋をたべたい     | 渡部亮平   | 渡部篤志   |
| 第6話  | 8月11日 | 恋がなんだ                   | 渡部亮平   | 古林淳太郎 |
| 第7話  | 8月18日 | 僕はまだ本気出してないだけ   | 渡部亮平   | 古林淳太郎 |
| 第8話  | 8月25日 | ヲタクに恋は難しい!          | 山下すばる | 坂上卓哉   |
| 最終話 | 9月01日 | 今夜、万薬の長で             | 山下すばる | 坂上卓哉   |

| TBS系 火曜ドラマ                                   | TBS系 火曜ドラマ                               | TBS系 火曜ドラマ                                         |
| 前番組                                             | 番組名                                         | 次番組                                                   |
| -------------------------------------------------- | ---------------------------------------------- | -------------------------------------------------------- |
| 恋はつづくよどこまでも （2020年1月14日 - 3月17日） | 私の家政夫ナギサさん （2020年7月7日 - 9月1日） | おカネの切れ目が恋のはじまり （2020年9月15日 - 10月6日） |

## ボイスコミック
2022年3月31日より、YouTubeのコミステ！by コミックシーモアにてボイスコミック動画が公開されている。
キャスト
- 相原メイ - 内山夕実[35]
- 鴫野ナギサ - 三木眞一郎[35]
- ユイ - 上田麗奈[35]
- メイの母 - 竹内恵美子[35]
- 医師 - 宇垣秀成[35]
- 同僚 - 若林佑[35]